# Кошаровце
Кошаровце (словац. Košarovce) — село в Словаччині, Гуменському окрузі Пряшівського краю. Розташоване в східній частині Словаччини на південних схилах Низьких Бескидів в долині Ольки.
Уперше згадується у 1408 році.
У селі є римо-католицький костел з 1768 року в стилі бароко-класицизму.

## Населення
| Рік:            | 1993 | 2003    | 2013    | 2023    |
| --------------- | ---- | ------- | ------- | ------- |
| Кількість осіб: | 581  | 624     | 626     | 584     |
| Різниця:        |      | +7,40 % | +0,32 % | -6,70 % |

| Рік:            | 2022 | 2023    |
| --------------- | ---- | ------- |
| Кількість осіб: | 583  | 584     |
| Різниця:        |      | +0,17 % |

У селі проживає 622 осіб.
Національний склад населення (за даними останнього перепису населення — 2001 року):
- словаки — 99,38 %,
- українці — 0,31 %.

Склад населення за приналежністю до релігії станом на 2001 рік:
- римо-католики — 93,93 %,
- греко-католики — 5,45 %,
- протестанти — 0,47 %,
- не вважають себе вірянами або не належать до жодної вищезгаданої конфесії — 0,16 %.